# 松本勝也
松本 勝也（まつもと かつや、1971年9月1日 - 2020年2月9日）は、兵庫県神戸市出身の元競艇選手（A1級）である。登録番号3529。身長162cm。血液型O型。68期生。

## 来歴
1991年5月に尼崎競艇場でデビュー。2000年下関競艇場・グランドチャンピオン決定戦競走でSG初優出を決めるもフライングに散った。G1では優出2着がある。
第63回G1近畿地区選手権4日目の2020年2月9日午後2時半頃、尼崎競艇場での第9レース1周目2マーク旋回時に自艇が転覆、その際に別の選手のボートと接触して負傷し、心肺停止状態で直ちに兵庫県西宮市の兵庫医科大学病院に搬送されるも午後4時12分、死亡が確認された。大きな外傷はなかったが肺に水が溜まっており、死因は溺死と発表された。48歳没。

## 人物・エピソード
- プロペラグループは沼田嘉弘、金子龍介、白石健、吉川元浩らがいる「神戸カンパニー」に所属。
- 人望が厚く、「勝ちゃん」の愛称でファンから親しまれた[6]。

## 戦績
- 出走回数：6838回
- 1着回数：1798回
- 優出回数：277回
- 優勝回数：42回
- フライング(F)回数：28回
- 出遅れ(L)回数：0回
- 通算勝率：6.83
- 2連対率：50.41
- 3連対率：67.65
- 生涯獲得賞金：975,662,472円